# منتخب الهند لكأس فيد
منتخب الهند لكأس فيد (بالإنجليزية: India Fed Cup team)‏ هو ممثل الهند الرسمي في كرة المضرب في كأس فيد.